# Zombie Night Terror
Zombie Night Terror — компьютерная игра в жанре стратегии, разработанная французской независимой студией NoClip и изданная Good Shepherd Entertainment в 2016 году для Windows, iOS, Android и Nintendo Switch.

## Игровой процесс
Zombie Night Terror — компьютерная игра в жанре стратегии. Игра разбита на уровни, на каждом из которых игрок должен убить всех людей. Для этого в начале каждого уровня игроку даётся определённое количество шприцов с веществом, превращающим людей в зомби. Игрок должен решить, кого заразить первым, чтобы зомби уничтожили остальных людей.
Всего в игре 50 уровней. По мере продвижения по сюжету, игроку открываются дополнительные способности — особые классы зомби, комбо, и так далее.

## Сюжет
Эйнштейн создаёт наркотик под названием «Ромеро», у которого обнаруживается побочный эффект — он превращает людей в зомби.

## Разработка
Разработка игры началась в 2014 году; тогда же был создан официальный сайт игры и выпущен тизер-трейлер. 5 сентября 2014 года разработчики сообщили детали о геймплее, а также показали арты и анимацию зомби. 28 октября того же года был выпущен ранний билд игры. Игра была выпущена 20 июля 2016 года на Windows и macOS.

## Отзывы критиков
| Сводный рейтинг       | Сводный рейтинг |
| Агрегатор             | Оценка          |
| --------------------- | --------------- |
| GameRankings          | 81,22 %         |
| Metacritic            | 81/100          |
| OpenCritic            | 78/100          |
| Иноязычные издания    |                 |
| Издание               | Оценка          |
| IGN                   | 7/10            |
| Русскоязычные издания |                 |
| Издание               | Оценка          |
| Riot Pixels           | 87 %            |

Zombie Night Terror получила положительные отзывы, согласно сайту агрегации рецензий Metacritic.